# Karin Kutz
Karin Kutz (30 de enero de 1961) es una deportista alemana que compitió para la RFA en judo. Ganó dos medallas de bronce en el Campeonato Mundial de Judo en los años 1986 y 1987, y siete medallas de bronce en el Campeonato Europeo de Judo entre los años 1984 y 1993.

## Palmarés internacional
| Representando a la RFA   |                           |                   |           |
| Campeonato Mundial       |                           |                   |           |
| Año                      | Lugar                     | Medalla           | Categoría |
| 1986                     | Maastricht (Países Bajos) | Medalla de bronce | Abierta   |
| 1987                     | Essen (RFA)               | Medalla de bronce | Abierta   |
| Campeonato Europeo       |                           |                   |           |
| Año                      | Lugar                     | Medalla           | Categoría |
| 1984                     | Pirmasens (RFA)           | Medalla de bronce | Abierta   |
| 1986                     | Londres (Reino Unido)     | Medalla de bronce | Abierta   |
| 1987                     | París (Francia)           | Medalla de bronce | +72 kg    |
| 1988                     | Pamplona (España)         | Medalla de bronce | +72 kg    |
| Representando a Alemania |                           |                   |           |
| Campeonato Europeo       |                           |                   |           |
| Año                      | Lugar                     | Medalla           | Categoría |
| 1991                     | Praga (Checoslovaquia)    | Medalla de bronce | Abierta   |
| 1992                     | París (Francia)           | Medalla de bronce | Abierta   |
| 1993                     | Atenas (Grecia)           | Medalla de bronce | Abierta   |